# Civens
Civens là một xã trong tỉnh Loire miền trung nước Pháp.